# Starksia variabilis
Starksia variabilis är en fiskart som beskrevs av Greenfield, 1979. Starksia variabilis ingår i släktet Starksia och familjen Labrisomidae. Inga underarter finns listade i Catalogue of Life.